# Dinoperca
Dinoperca is een monotypisch geslacht van straalvinnige vissen uit de familie van de grotzaagbaarzen (Dinopercidae) en de orde van baarsachtigen (Perciformes). 

## Soort
- Dinoperca petersi (F. Day, 1875)